# Montreal Challenger 1984
Il Montreal Challenger 1984 è stato un torneo di tennis facente parte della categoria ATP Challenger Series nell'ambito dell'ATP Challenger Series 1984. Il torneo si è giocato a Montréal in Canada dal 23 al 29 aprile 1984 su campi in cemento indoor.

## Vincitori

### Singolare
John Sadri ha battuto in finale  Greg Holmes con il punteggio di 6–2, 6–4

### Doppio
Andy Kohlberg /  Rick Meyer hanno battuto in finale  Sean Brawley /  Leif Shiras con il punteggio di 3–6, 6–4, 6–2